# سبريشوع الراهب
مار سبريشوع الراهب (بالسريانية: ܣܒܪܝܫܘܥ)‏ (569 – 604) هو راهب يتبع كنيسة المشرق عاش بأوائل القرن السابع الميلادي.

## سيرته
أبصر النور في نينوى في مطلع النصف الثاني من القرن السادس. ولا يعرف شيئاً عن والديه. عكف على الدراسة وتلقي العلوم منذ نعومة أظفاره. ثم رحل إلى أربيل التي كانت مزدهرة بالإيمان والمدارس ليرتشف المزيد من المعارف.
وبعد سنين بلغه خبر دير إيزلا الكبير والحياة الرهبانية المزدهرة فيه تحت رعاية مؤسسه إبراهيم الكشكري. فذهب إلى هذا الدير وتتلمذ لهذا المعلم، وسار على نهجه في حياة التنسك. ويذكره يشوعدناح في «كتاب العفة» بين تلاميذ إبراهيم الكبير العديدين.
بعد وفاة معلمه غادر دير إيزلا متوجهاً إلى أقصى شمال العراق في منطقة الغاب الجميل، واختار في تلك الجبال الوعرة موضعاً يتلاءم مع رغبته في العزلة والصمت والاختلاء بغية العكوف على الصلاة في حضور الله والتفرغ لعبادته. واجتذب العديد من الناس فاجتمع حوله بعض التلاميذ الذين شرعوا يعيشون تحت أنظاره ورعايته وإرشاده الروحي. حتى تكونت جمعية صغيرة وتأسس دير يتناسب مع عددهم واحتياجاتهم الروحية والمادية. ولدى موت مار سبريشوع أودع جسده في الدير الذي أقامه.
لم يكتفِ الدير باجتذاب العديد من الناس الذين انضووا تحت إرشاد المؤسس وخلفائه في إدارة الدير، بل حدا ببعض سكان المناطق المجاورة إلى المجيء والسكنى بجواره، تيمناً بشفاعة القديس وسعياً وراء السيرة المسيحية التي رأوها متجسدة في أولئك الرهبان. وهكذا تكونت إلى جانب الدير قرية أطلق عليها «أمرا دمار سوريشو» أي قرية مار سبريشوع، وتقع هذه القرية على مسيرة ساعتين شمالي قرية سناط العراقية، وتفصل بينهما سلسلة جبال عالية تكوّن الحدود بين العراق وتركيا. وتقبع القرية على سفح جبل دعي هو أيضاً باسم مار سبريشوع. والقرية تقع إلى الجهة الجنوبية الغربية من المزار الذي يحتوي على ضريح هذا القديس. والقرية اليوم تقع ضمن الأراضي التركية.
وبالرغم من أن القرية كانت محاطة بقرى إسلامية من جميع الجهات، إلا أن شهرة مار سبريشوع والعجائب التي أظهرها جعلت الجميع يحترمون المزار ويتركون الحرية التامة لسكان هذه القرية في ممارسة شعائرهم الدينية، وفي العيش بأمان دون مضايقات.
وكان سكان القرية والقرى المجاورة يحتفلون بعيده في الأول من تشرين الأول، فتقصده في ذلك اليوم جموع غفيرة من المسيحيين والمسلمين، فينحرون الذبائح، كل عائلة حسب إمكاناتها، ويهيئون الطعام في فناء الكنيسة، ثم يجلس الجميع ويتقاسمون ذلك الطعام الذي يعتبرونه طعاماً مقدساً، ويشترك فيه الجميع في جو من التآخي والمحبة. وقبل الطعام كانت الجموع تختلي وتصلي طالبين شفاعته لنيل النعم الضرورية.
وخلال مذابح السفر برلك هجر سكان القرية إلى العراق. ولا يزال حتى يومنا هذا أبناء هذه القرية أينما وجدوا يحتفلون بتذكار مار سبريشوع، ويعيشون تحت ظل حمايته القديرة.